# Henri Ier (roi d'Angleterre)
Pour les articles homonymes, voir Henri Ier, Henri d'Angleterre et Beauclerc.
Henri Ier d'Angleterre (vers 1068 – 1er décembre 1135), dit Henri Beauclerc, est roi d'Angleterre de 1100 à sa mort et également duc de Normandie de 1106 à sa mort. Quatrième fils de Guillaume le Conquérant et de son épouse Mathilde de Flandre, il reçoit une éducation en latin et dans les arts libéraux pendant son enfance. À la mort de son père en 1087, ses frères aînés Robert Courteheuse et Guillaume le Roux héritent respectivement du duché de Normandie et du royaume d'Angleterre, tandis qu'il se retrouve lui-même sans terre et contraint de choisir entre ses frères rivaux. Henri obtient de Robert Courteheuse la cession du Cotentin, mais il en est finalement chassé en 1091, victime de la réconciliation de ce dernier avec Guillaume le Roux. Il parvient toutefois à reconstruire graduellement son pouvoir dans le Cotentin et à s'allier avec Guillaume contre Robert au cours des années suivantes.
Présent à la mort accidentelle de Guillaume en 1100, Henri s'empare du trône d'Angleterre et promet de corriger plusieurs mesures impopulaires de son frère. Son avènement est néanmoins contesté par Robert Courteheuse, qui débarque en Angleterre en 1101 afin de faire valoir ses droits avant d'accepter de le reconnaître. La paix entre les deux frères est éphémère et Henri envahit la Normandie en 1105 et 1106, où il défait et capture Robert à la bataille de Tinchebray, qu'il gardera emprisonné pour le restant de sa vie. Le contrôle de la Normandie par Henri se révèle fragile et il est contesté par le roi des Francs Louis VI le Gros, Baudouin VII de Flandre et Foulques V d'Anjou, qui défendent les droits de Guillaume Cliton, le fils de Robert, et soutiennent une révolte majeure entre 1116 et 1119, finalement brisée lors de la bataille de Brémule. Henri Ier et Louis VI concluent un accord de paix l'année suivante.
Considéré par ses contemporains comme un souverain sévère mais efficace, Henri Ier parvient à dompter habilement le pouvoir des barons d'Angleterre et de Normandie. En Angleterre, il établit un système de justice, de gouvernement local et de fiscalité inspiré de l'ère anglo-saxonne, mais le renforce avec des institutions supplémentaires, notamment l'Échiquier royal et les cours de justice itinérantes, également instaurées en Normandie. Henri s'appuie dans son administration davantage sur des hommes d'origine modeste que sur des familles de haut rang. S'il soutient la réforme grégorienne, il n'hésite pas à entrer en conflit avec l'archevêque Anselme de Cantorbéry en 1101, avant de se réconcilier avec lui après un compromis en 1105. Henri implante en outre une influence durable de la monarchie sur la nomination des évêques en Angleterre et en Normandie et apporte son soutien à l'ordre de Cluny.
Henri Ier a de sa première épouse Mathilde d'Écosse deux enfants, Mathilde l'Emperesse et Guillaume Adelin, ainsi que de nombreux enfants illégitimes de ses multiples relations extraconjugales. Pourtant, la mort de Guillaume, son seul fils légitime, dans le naufrage de la Blanche-Nef en 1120 perturbe profondément la succession royale. Henri se remarie avec Adélaïde de Louvain dans l'espoir d'avoir un nouveau fils, mais le mariage reste stérile. Finalement, il se décide à proclamer sa fille Mathilde comme son héritière et la marie à Geoffroy V d'Anjou. Les relations entre Henri et le couple se tendent au fil du temps et conduisent à des tensions armées en Normandie. Henri Ier meurt le 1er décembre 1135 après une semaine de maladie. En dépit de ses volontés, son neveu Étienne de Blois s'empare du trône au détriment de Mathilde, déclenchant une longue période d'instabilité connue sous le nom d'Anarchie.

## Jeunesse

### Enfance, apparence et éducation

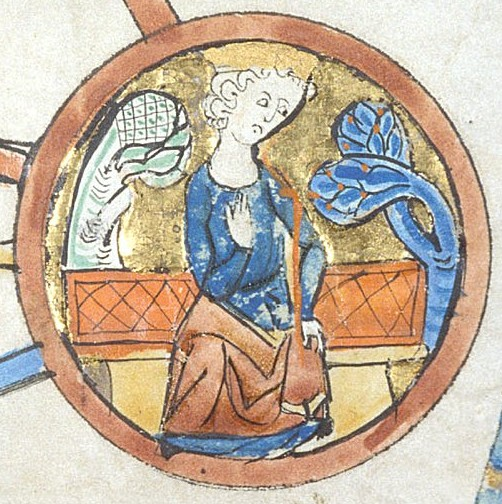
Représentation d'Henri dans une miniature du XIIIe siècle.

Henri naît probablement en Angleterre en 1068, soit au cours de l'été, soit dans les dernières semaines de l'année, voire au début de l'année 1069,,. D'après une légende locale très peu vraisemblable, il voit le jour dans la ville de Selby, située dans le Yorkshire. Son père Guillaume le Conquérant est duc de Normandie ainsi que roi d'Angleterre depuis la conquête normande de l'Angleterre entamée en 1066. L'invasion normande a favorisé la création d'une élite anglo-normande détenant de nombreuses possessions des deux côtés de la Manche,, certains barons s'établissant même au pays de Galles. En dépit de leur installation en Angleterre, les barons anglo-normands maintiennent de solides liens avec le royaume de France, divisé à ce moment-là en une multitude de fiefs nominalement sous l'autorité du roi des Francs, mais en réalité farouchement autonomes. La mère d'Henri, Mathilde de Flandre, est elle-même une petite-fille du roi Robert II le Pieux et il est possible qu'elle ait décidé de prénommer son fils en hommage à son oncle Henri Ier.
Henri est le plus jeune des quatre fils de Guillaume et de Mathilde. Il ressemble physiquement à ses frères aînés Robert Courteheuse, Richard et Guillaume le Roux, étant décrit comme « court, trapu et avec une poitrine en tonneau » et des cheveux noirs par l'historien David Carpenter. En raison de sa différence d'âge avec ses frères, il est peu probable que Henri ait eu beaucoup de contact avec eux pendant son enfance. Il est plus probable qu'il ait été proche de sa sœur Adèle, née vers 1067. On dispose de peu de sources concernant les premières années d'Henri : Warren Hollister et Kathleen Thompson pensent qu'il est élevé en Angleterre, tandis que Judith Green affirme qu'il est initialement élevé en Normandie,,,. Il est probablement instruit par l'Église, peut-être par l'évêque et chancelier royal Osmond de Sées à la cathédrale de Salisbury, même si rien ne permet de savoir si ses parents le destinent à une carrière ecclésiastique,,. Son niveau d'éducation est également incertain, mais il est probable qu'il apprenne à lire le latin et étudie les arts libéraux. Henri reçoit enfin un entraînement militaire dispensé par Robert Achard et est adoubé par son père le 24 mai 1086,.

### Héritage de Guillaume le Conquérant
À l'été 1087, Guillaume le Conquérant est blessé lors d'une campagne militaire menée dans le Vexin. Henri rejoint rapidement son père mourant près de Rouen, où ce dernier organise le partage de ses possessions entre ses fils Robert, Guillaume et Henri — Richard est alors déjà mort. Les règles de succession en Occident sont alors incertaines : dans certains territoires du royaume de France, la primogéniture, permettant au fils aîné d'hériter du titre, gagne en popularité, tandis que dans d'autres territoires, notamment en Normandie, la tradition veut que les terres soient divisées entre les fils, l'aîné recevant les terres paternelles — souvent celles ayant le plus de valeur — et les plus jeunes fils obtenant des territoires plus modestes ou acquis plus récemment. Guillaume le Conquérant suit la coutume normande en séparant la Normandie, qu'il a héritée, et l'Angleterre, qu'il a conquise. Robert Courteheuse, le fils aîné, bien qu'étant en rébellion contre son père au moment de sa mort, reçoit la Normandie, tandis que Guillaume le Roux, le deuxième fils, alors en faveur auprès de leur père, obtient l'Angleterre. Quant à Henri, il lui est donné une importante somme d'argent, estimée à 5 000 livres, dans le but de s'établir dans une des terres détenues par sa mère Mathilde de Flandre, décédée en 1083, dans le Buckinghamshire et le Gloucestershire,. Guillaume le Conquérant meurt le 9 septembre 1087 et ses funérailles, organisées peu après à Caen, sont entachées par les plaintes d'un habitant concernant sa propriété : Henri pourrait avoir été chargé de l'apaiser en le compensant avec de l'argent.
Robert Courteheuse, qui espérait hériter de la Normandie et de l'Angleterre, découvre que son frère puîné a traversé la Manche et s'est fait couronner dès le 26 septembre. Les deux frères sont en désaccord au sujet de l'héritage de leur père et Robert projette rapidement d'envahir l'Angleterre pour s'en emparer. Henri reste en Normandie et devient influent à la cour de son frère Robert, soit parce qu'il refuse de s'allier ouvertement avec Guillaume le Roux, soit parce que Robert aurait saisi l'occasion de son départ pour l'Angleterre pour s'emparer de son héritage financier,,. Quoi qu'il en soit, Guillaume ordonne la confiscation des nouvelles possessions anglaises d'Henri. En 1088, les projets de Robert concernant l'Angleterre commencent à s'effondrer et il s'adresse à Henri, lui demandant de lui prêter une partie de son héritage pour financer l'expédition. Même si Henri refuse, les deux frères négocient un accord, par lequel Robert s'engage à lui céder l'Ouest de la Normandie en échange de 3 000 livres,,. Henri obtient ainsi un nouveau comté comprenant la délégation de l'autorité ducale sur le Cotentin, certains domaines de l'Avranchin et le contrôle des diocèses de ces deux régions,. Par ailleurs, il contrôle désormais la stratégique abbaye du Mont-Saint-Michel. Ce gain considérable en terres permet en outre à Henri d'accroître son influence sur deux importants seigneurs normands : Hugues d'Avranches et Richard de Reviers. Finalement, même si l'expédition militaire de Robert Courteheuse ne quittera jamais la Normandie, Henri a toutefois fort bien monnayé son soutien à ce dernier.

### Comte du Cotentin
Henri établit rapidement son autorité dans le Cotentin et se crée un solide réseau de partisans dans l'Ouest de la Normandie et dans l'Est de la Bretagne, que l'historien John Le Patourel désigne comme « le gang d'Henri ». Il compte parmi ses premiers partisans Richard de Reviers, Geoffroy de Mandeville, Hugues d'Avranches et Robert FitzHamon, ainsi que l'ecclésiastique Roger de Salisbury. Conscient de l'influence irrésistible que son frère acquiert dans son duché, Robert Courteheuse tente de revenir sur son accord avec Henri et de se réapproprier le Cotentin, mais l'assise de son frère dans la région est telle qu'il en est découragé. Pendant ce temps, sa propre gestion de la Normandie est chaotique et certaines terres de son duché — notamment celles contrôlées par Henri — deviennent quasiment indépendantes du pouvoir central à Rouen. Si son ascension progressive inquiète Robert Courteheuse, Henri ne gagne pas pour autant la confiance de Guillaume le Roux. En effet, Henri attend que la rébellion fomentée par les partisans de Robert contre Guillaume s'effondre pour pouvoir retourner en Angleterre en juillet 1088. La rencontre entre Guillaume et Henri n'est guère fructueuse, puisque le premier refuse de donner au second les terres de leur mère, malgré les dispositions prises par leur père. De retour en Normandie dès l'automne, Henri est arrêté sur-le-champ par son oncle Odon de Bayeux avec l'accord de son frère Robert, ce dernier étant convaincu par Odon que Henri conspire avec Guillaume contre lui. Emprisonné à Neuilly-la-Forêt et privé de son comté du Cotentin, il demeure en captivité pendant tout l'hiver et n'est libéré qu'au printemps 1089, lorsque les conseillers de Robert Courteheuse le persuadent de le relâcher.

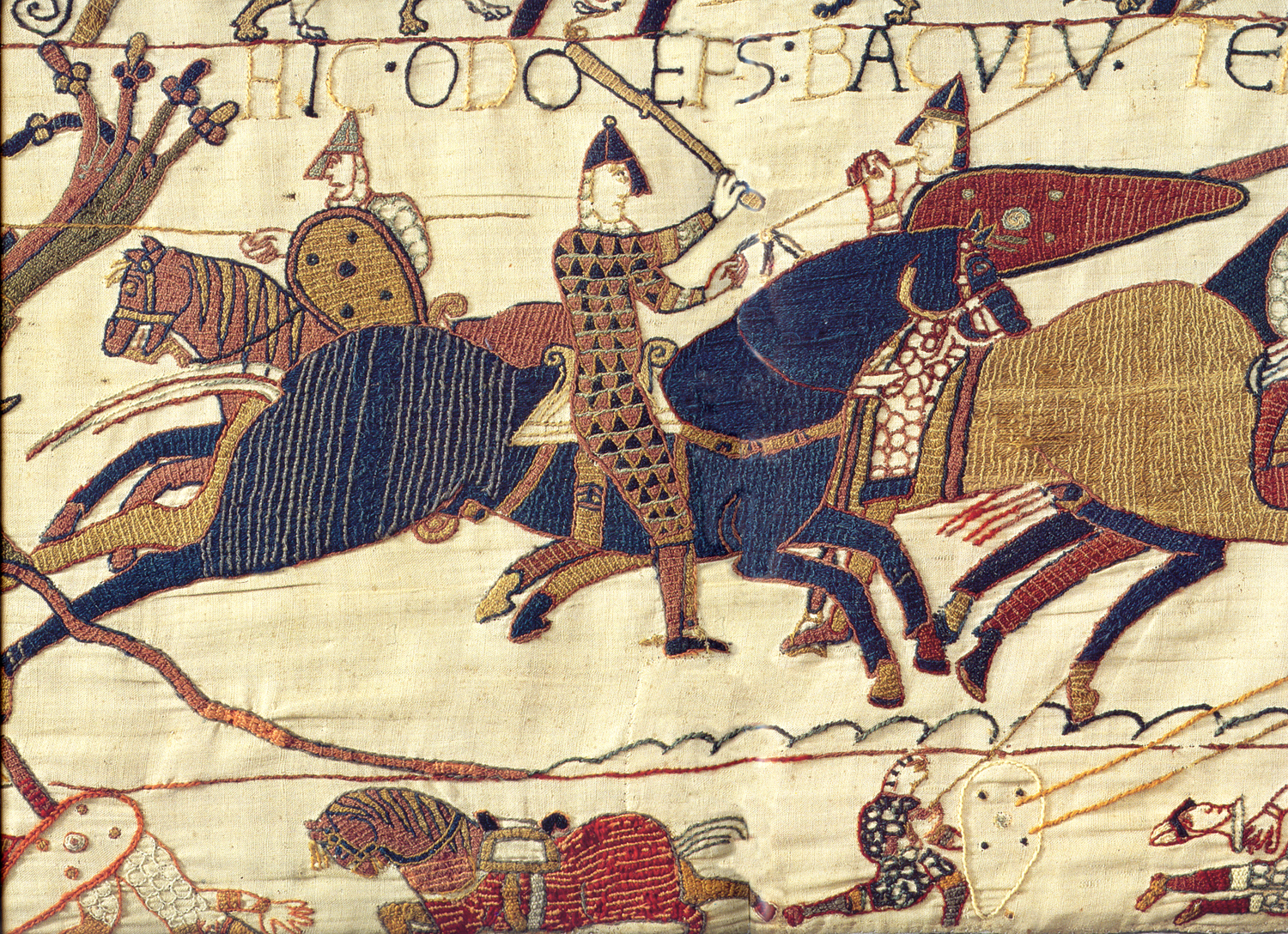
Odon de Bayeux (au centre) emprisonne Henri entre 1088 et 1089. Détail de la Tapisserie de Bayeux.

Bien qu'il ne possède plus le Cotentin, Henri continue à contrôler l'Ouest de la Normandie, profitant des tensions persistantes entre ses frères. Tandis que Guillaume commence à nouer des alliances avec des barons de Normandie et du Ponthieu contre son frère aîné, Robert forme une alliance avec le roi des Francs Philippe Ier. Le conflit entre les deux frères est déclenché à la fin de l'année 1090 par l'appel de Guillaume à Conan Pilate, un bourgeois de Rouen, à se rebeller contre Robert. Soutenu par le peuple rouennais, Conan appelle les garnisons ducales des environs à faire allégeance au roi d'Angleterre. Furieux face à ce défi à son autorité, le duc de Normandie ordonne la mobilisation de ses vassaux : Henri est le premier à répondre à son appel et arrive à Rouen en novembre. La capitale du duché est plongée dans la violence, pendant que les deux camps tentent de s'en arracher le contrôle. Au dernier moment, Robert se retire des combats, laissant Henri seul pour continuer la lutte. La bataille tourne à l'avantage des partisans de Robert et Henri fait prisonnier Conan. Furieux que Conan se soit soulevé contre son suzerain et malgré l'offre de ce dernier de racheter sa liberté par une lourde rançon, Henri ordonne qu'il soit précipité du château de Rouen, un geste qu'approuvent les contemporains et qui contribue à sa renommée militaire.

### Isolement et retour en grâce

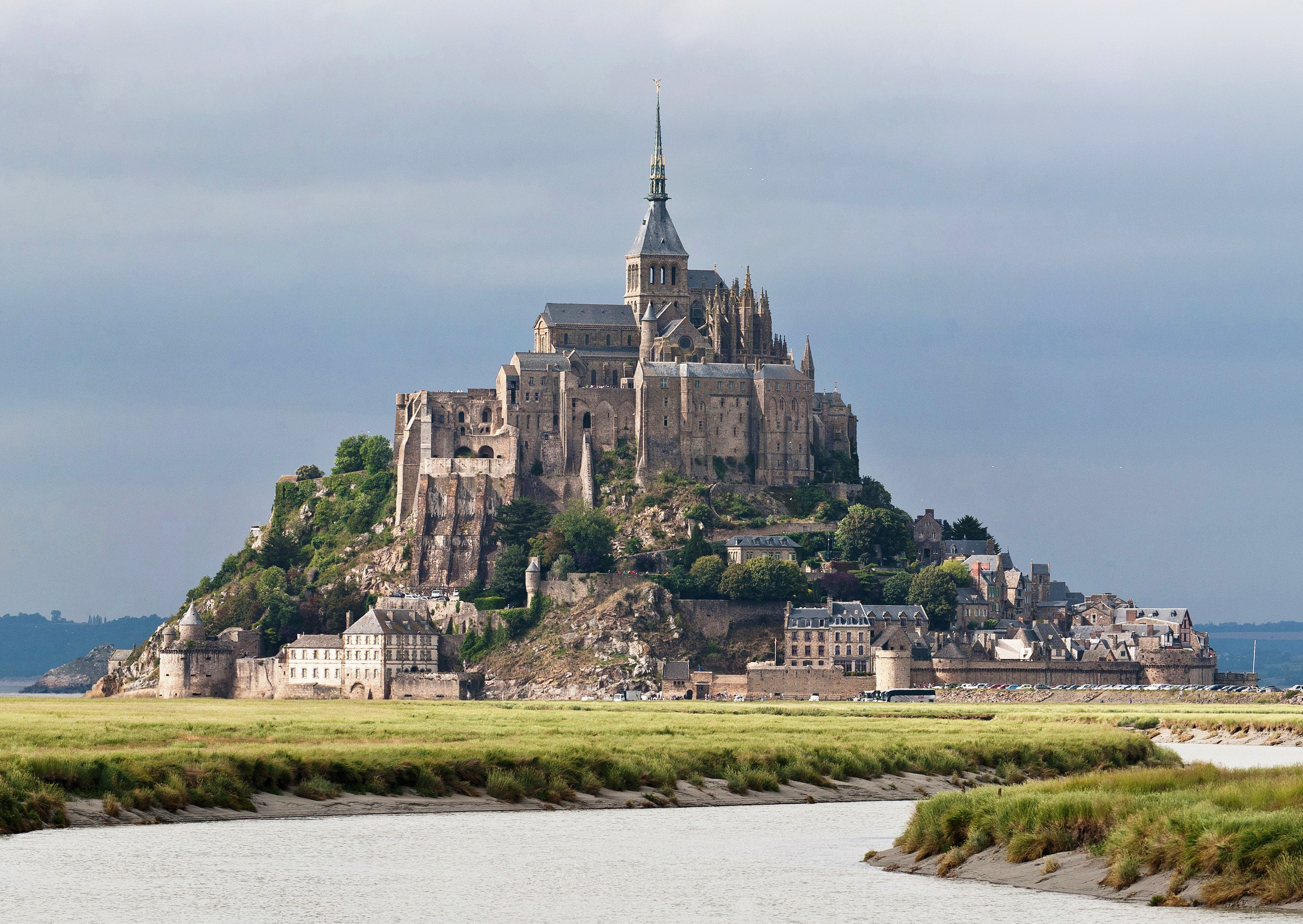
Le Mont-Saint-Michel, où Henri est assiégé en 1091.

Robert ordonne peu après à Henri de quitter Rouen, probablement à cause du rôle prépondérant joué par ce dernier au cours des récents évènements et parce que Henri lui réclame la restitution du Cotentin. Au début de 1091, Guillaume le Roux débarque en Normandie avec suffisamment de forces pour contraindre Robert à négocier. Par le traité de Caen, Guillaume reçoit plusieurs terres et forteresses normandes, mais s'engage à aider Robert à reconquérir le comté du Maine et à reprendre le contrôle des possessions d'Henri. En outre, ils se désignent mutuellement héritiers de leurs possessions respectives, excluant Henri de la succession anglo-normande tant qu'ils seront tous deux en vie. Bientôt, le conflit entre Henri et ses frères aînés éclate. Même si Henri mobilise une armée de mercenaires dans l'Ouest de la Normandie, Robert et Guillaume avancent avec leurs troupes, ce qui décourage les soutiens d'Henri. Ce dernier décide de concentrer ses forces au Mont-Saint-Michel, où il est assiégé en mars. Facile à défendre, le site manque toutefois d'approvisionnement en eau potable. D'après le chroniqueur Guillaume de Malmesbury, Robert Courteheuse fournit des réserves en eau à Henri, ce qui semble irriter Guillaume le Roux. Les évènements de la fin du siège demeurent incertains : les assiégeants commencent à se quereller quant à leur stratégie future, mais Henri capitule, vraisemblablement après avoir négocié,,. Il part ensuite en exil pour la Bretagne, avant de se rendre en France,.
Les activités ultérieures d'Henri ne sont pas bien documentées : le chroniqueur Orderic Vital suggère qu'il s'établit dans le Vexin avec quelques partisans pendant un an. Dès la fin de 1091, Robert Courteheuse et Guillaume le Roux se séparent après une querelle et, l'année suivante, Henri pénètre en Normandie et s'empare sans effusion de sang de Domfront, après que les habitants aient fait appel à son aide contre leur seigneur Robert II de Bellême. Au cours des deux années qui suivent, Henri réactive son réseau de soutiens à l'Ouest de la Normandie, que Judith Green désigne comme « une cour en attente »,, et commence à leur remettre des terres, indépendamment de la volonté de Robert. Il reçoit même le soutien financier de son frère Guillaume, qui l'encourage à affronter leur frère aîné : Henri utilise ces fonds pour bâtir une nouvelle forteresse à Domfront. En mars 1094, Guillaume le Roux débarque en Normandie pour y affronter Robert Courteheuse et requiert le soutien d'Henri lorsque son avancée s'essouffle. Henri ne rejoint pourtant pas la campagne et se rend à Londres, peut-être à la demande de Guillaume, qui rebrousse chemin peu après,,. Pendant les années suivantes, Henri renforce son influence à l'Ouest de la Normandie et visite occasionnellement la cour de Guillaume en Angleterre. En novembre 1095, le pape Urbain II prêche la Première croisade lors du concile de Clermont et encourage les seigneurs de l'Occident à combattre en Terre sainte. Robert Courteheuse répond favorablement à la requête du souverain pontife dès l'année suivante et emprunte une somme d'argent importante pour ses frais à Guillaume le Roux, qui reçoit en échange la garde du duché de Normandie en son absence. Pendant les quatre années d'absence de leur frère aîné, Guillaume se rapproche d'Henri et les deux frères mènent ensemble une campagne dans le Vexin entre 1097 et 1098 contre Philippe Ier,.

## Règne

### Avènement et couronnement
L'après-midi du 2 août 1100, Guillaume le Roux, parti chasser dans la New Forest avec ses chasseurs et plusieurs barons, dont Henri, est tué par une flèche, peut-être tirée par Gautier II Tirel. De nombreuses théories de conspiration ont depuis été avancées et suggèrent un assassinat du roi d'Angleterre, mais les historiens modernes rappellent que la chasse est à cette époque une activité à risques et que ce genre d'accident est alors tout à fait commun,,,,,. Inquiet, Tirel se réfugie en France, soit parce qu'il a tiré la flèche qui a tué Guillaume, soit parce qu'il craint d'être accusé de régicide et de servir de bouc-émissaire pour la mort suspecte du roi. Dès l'annonce de la mort de son frère, Henri se rend précipitamment à Winchester, où la succession au trône d'Angleterre est immédiatement débattue. Les droits de Robert Courteheuse, qui amorce alors son retour de la Première croisade, sont évoqués par Guillaume de Breteuil : Henri et les barons normands lui ont effectivement rendu hommage avant son départ pour la Terre sainte quatre ans auparavant. Néanmoins, Henri précise que, contrairement à Robert, il est né pendant le règne de leur père sur le trône d'Angleterre et affiche sa revendication à la succession de Guillaume le Roux en évoquant le principe de porphyrogéniture. Les esprits commencent à s'échauffer, mais Henri, soutenu par les comtes Henri et Robert de Beaumont, emporte finalement le soutien de la majorité des barons et les persuade de le reconnaître comme leur souverain,. Il occupe ensuite le château de Winchester et se saisit du trésor royal.
Dès le 5 août, Henri est couronné en l'abbaye de Westminster par l'évêque de Londres Maurice : en effet, l'archevêque de Cantorbéry Anselme a été exilé par Guillaume le Roux et l'archevêque d'York Thomas de Bayeux se trouve alors à Ripon. En accord avec la tradition anglaise et afin de légitimer son avènement, Henri publie la Charte des libertés dans laquelle il énonce ses engagements, : rétablissement de l'ordre dans le royaume, abandon de la politique oppressive de son prédécesseur à l'encontre du clergé, fin des abus royaux sur les droits de propriété des barons et retour aux coutumes du règne d'Édouard le Confesseur. La proclamation d'Henri précise que le nouveau roi « établira une paix ferme » à travers l'Angleterre et ordonne que « cette paix soit désormais maintenue ». Tout en récompensant ses plus fervents partisans, Henri coopte une grande partie de l'administration existante dans la nouvelle maison royale : Guillaume Giffard, le chancelier de Guillaume le Roux, est élu évêque de Winchester et les importants shérifs Ours d'Abbetot, Hamo Dapifer et Robert FitzHamon conservent un rôle influent dans le gouvernement. En revanche, l'impopulaire Rainulf Flambard, évêque de Durham, est emprisonné à la Tour de Londres sous l'accusation de corruption. Dans le but de conserver le soutien de l'Église, Henri nomme de nouveaux candidats à de nombreux sièges laissés vacants par son frère et rappelle d'exil Anselme, auquel il présente ses excuses pour son couronnement hâtif en son absence et demande de valider ses nominations d'évêques.

### Mariage avec Mathilde d'Écosse

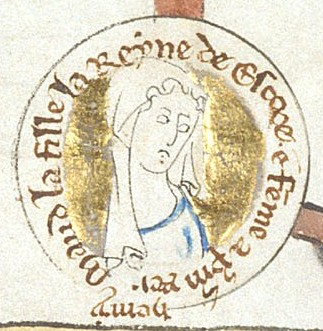
Mathilde d'Écosse dans une miniature du XIIIe siècle.

Quelques mois plus tard, Henri épouse le 11 novembre 1100 Mathilde d'Écosse, sœur du roi Edgar. Il est alors âgé d'environ 32 ans, mais les mariages tardifs ne sont pas inhabituels au XIe siècle,,. Le couple a probablement déjà eu l'occasion de se rencontrer lors de la décennie précédente, peut-être grâce à Osmond de Sées,. L'historien Warren Hollister pense que Henri et Mathilde deviennent très proches, mais que leur union est certainement motivée par les circonstances politiques,,. Initialement prénommée Édith, la nouvelle épouse d'Henri est d'ascendance anglo-saxonne par sa mère Marguerite et est la nièce d'Edgar Atheling, prétendant malheureux au trône d'Angleterre en 1066, et l'arrière-petite-fille du roi Edmond Côte-de-Fer. Ainsi, ce mariage permet à Henri d'accroître sa légitimité et donne à Mathilde l'opportunité d'acquérir une influence sur le gouvernement anglais,. Le mariage rencontre toutefois un obstacle, car Mathilde a été élevée dans plusieurs couvents et aurait peut-être déjà fait ses vœux pour devenir nonne. Henri fait donc appel à l'aide d'Anselme, qui organise un concile à Lambeth Palace pour autoriser ce mariage. Malgré quelques oppositions, le concile conclut que Mathilde n'est pas effectivement nonne et lui donne l'autorisation d'épouser Henri,,.
Mathilde se révèle être une épouse digne et un soutien efficace de son époux : elle détient le rôle de régente à une occasion, s'adresse à et préside plusieurs conseils, et patronne les arts,. La nouvelle reine donne rapidement plusieurs enfants à son époux : une fille, prénommée Mathilde, en 1102, et un fils, prénommé Guillaume, dit « Adelin », l'année suivante. Il est possible que le couple ait eu un troisième enfant, Richard, qui meurt en bas âge,,. Après la naissance de ses enfants, Mathilde préfère s'établir au Palais de Westminster, tandis que Henri voyage régulièrement à travers l'Angleterre et la Normandie : la présence de la reine dans la capitale souligne son implication régulière dans le gouvernement royal, mais des raisons plus personnelles, notamment religieuses, ne sont pas à exclure. En dépit de son mariage apparemment fructueux, Henri semble avoir un nombre considérable de maîtresses, dont il engendre de nombreux enfants illégitimes : on connaît le nom d'au moins neuf fils et de treize filles, qu'il reconnaît pour la plupart comme ses bâtards et auxquels il apporte son soutien dans leur éducation et leur établissement,. Le cas d'Henri n'est pas isolé : les nobles anglo-normands ont de nombreuses aventures extraconjugales (et souvent publiques) aux XIe et XIIe siècles,. Plusieurs des relations extraconjugales d'Henri ont lieu avant son mariage, mais d'autres surviennent pendant son union avec Mathilde. Les origines des maîtresses d'Henri sont diverses, mais plusieurs d'entre elles semblent avoir été choisies pour des raisons politiques, même si les chroniques contemporaines n'apportent pas beaucoup d'indices à ce sujet et demeurent assez floues.

### Rivalité avec Robert Courteheuse
Au début de 1101, le régime d'Henri est fermement institué, mais des membres du baronnage anglo-normand continuent à soutenir son frère Robert Courteheuse ou seraient prêts à le rallier s'il venait à prendre le pouvoir en Angleterre,. En février, Rainulf Flambard s'évade de la Tour de Londres et se rend en Normandie, où il affiche son soutien à Robert, qui rassemble au cours du printemps une flotte et une armée importantes pour débarquer en Angleterre. En représailles, Henri confisque les possessions de Rainulf Flambard et, avec le soutien d'Anselme, le démet de son évêché. Il reçoit en avril et en juin le renouvellement des serments de fidélité de ses vassaux, mais leur soutien lui semble trop fragile. Malgré l'imminence de l'invasion de son frère aîné, Henri mobilise ses forces et sa flotte à Pevensey, où Robert compte débarquer, et entraîne ses troupes à résister aux charges de cavalerie,. En dépit de la levée de fonds et de chevaliers par l'Église, de nombreux barons ne sont pas au rendez-vous. Ce n'est qu'après l'intervention personnelle d'Anselme, qui leur rappelle l'importance pour l'Église de soutenir Henri, que certains changent d'avis et rejoignent l'armée royale. Contrairement aux prévisions d'Henri, Robert Courteheuse débarque à Portsmouth le 20 juillet avec de modestes forces comprenant quelques centaines d'hommes, mais est rapidement rejoint par ses partisans anglais. Pourtant, au lieu de marcher directement vers Winchester et de se saisir du trésor royal, Robert marque une pause, ce qui laisse le temps à Henri de se rendre en hâte vers l'Ouest et de l'intercepter.
Les deux armées se rencontrent à Alton, dans le Hampshire, où des négociations de paix commencent, sans que l'on sache quel camp prend cette initiative, même si Rainulf Flambard se distingue pendant les discussions. Par le traité d'Alton, Robert renonce à exiger d'Henri son hommage et le reconnaît comme roi d'Angleterre, contre la renonciation d'Henri à ses possessions en Normandie — à l'exception de Domfront — et le paiement annuel à Robert d'une pension viagère de 2 000 livres,. En outre, si l'un des deux frères meurt sans héritier mâle, l'autre héritera de ses terres. Enfin, les barons ayant perdu leurs possessions pour avoir soutenu Robert ou Henri doivent être restaurés dans leurs terres, tout comme Flambard doit être restauré dans son évêché, et les deux frères s'engagent à combattre ensemble pour défendre leurs possessions normandes. Après la conclusion du traité, Robert réside quelques mois en Angleterre avant de retourner en Normandie. Cependant, au mépris du traité, Henri inflige de sévères sanctions aux barons qui ont soutenu Robert. Ainsi, Guillaume II de Warenne, accusé d'avoir commis plusieurs crimes pendant le débarquement de Robert, est exclu de l'amnistie du traité d'Alton et banni. L'année suivante, Henri s'en prend à Robert II de Bellême et ses frères, qu'il accuse de 45 offenses : après l'avoir contraint à la fuite, il assiège ses forteresses, dont les châteaux d'Arundel, de Tickhill, de Shrewsbury et de Bridgnorth. Privé de sa base de pouvoir, Robert II de Bellême accepte les conditions de paix d'Henri et part en exil en Normandie.

### Conquête de la Normandie

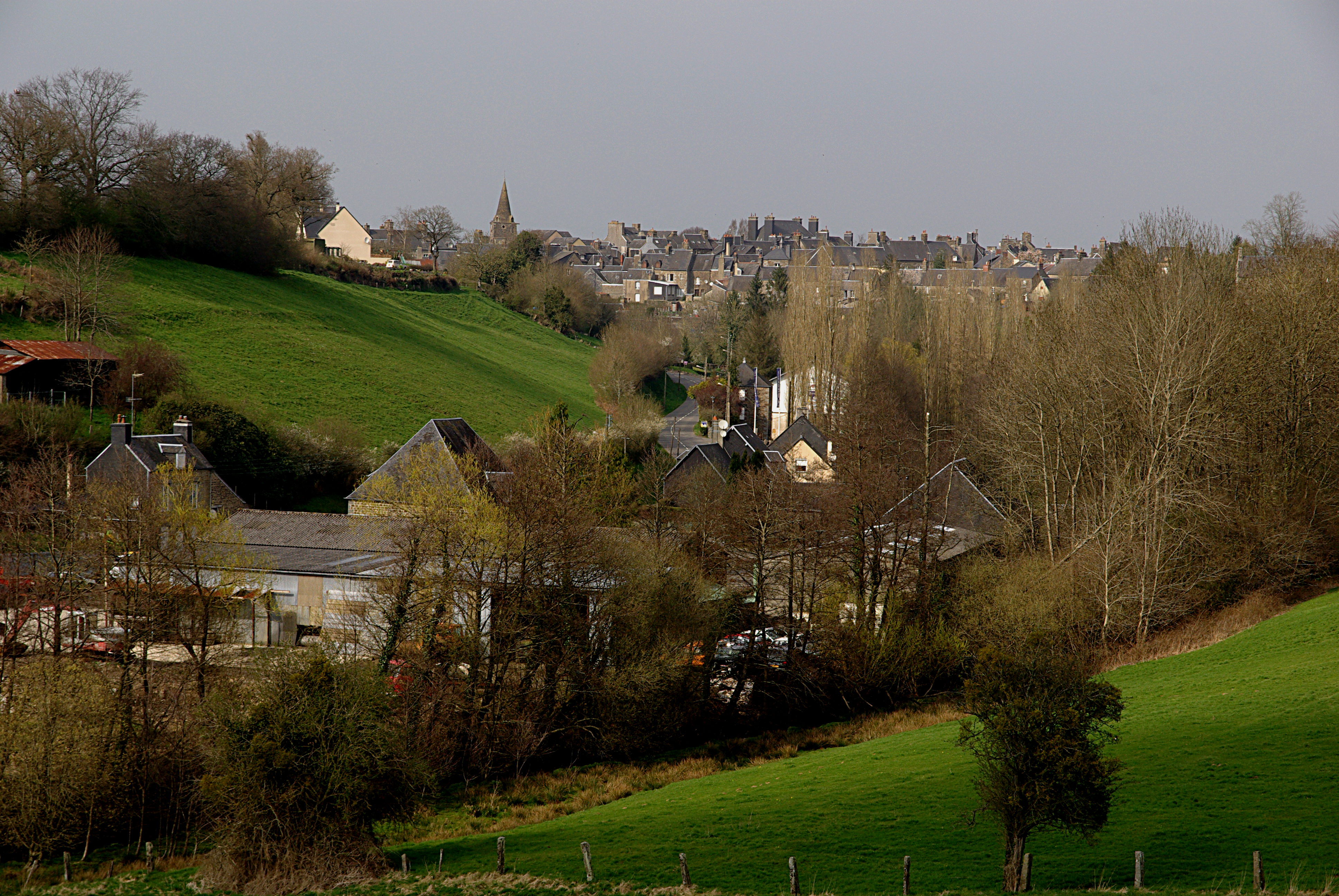
Tinchebray, où a lieu la confrontation finale entre Henri et son frère Robert Courteheuse en 1106.

En 1103, Henri renforce son réseau de soutiens en Normandie : il marie ses filles illégitimes Julienne et Mathilde avec Eustache de Breteuil et Rotrou III du Perche, et distribue des terres et de l'argent à d'autres barons. Face à cette menace, Robert Courteheuse est contraint de s'allier avec Robert II de Bellême, avec lequel il était entré en conflit. Prétendant que son frère n'a pas respecté ses engagements du traité d'Alton, Henri traverse la Manche en 1104 et se rend à Domfront, où il rassemble ses alliés,, avant d'accuser Robert de s'allier avec ses adversaires et de repartir pour l'Angleterre. Toutefois, dès 1105, Henri envoie Robert FitzHamon dans le duché afin de provoquer son frère,. FitzHamon est capturé par le duc, ce que le roi d'Angleterre utilise comme excuse pour intervenir et restaurer l'ordre. Après avoir négocié la neutralité de Philippe Ier, Henri occupe l'Ouest de la Normandie et avance vers Bayeux, pour y délivrer FitzHamon. Ayant sans succès tenté d'obtenir la reddition de la ville, il l'assiège et la brûle, avant d'entrer dans Caen sans combats puis de prendre Falaise. Sa campagne s'essouffle, ce qui le pousse à négocier avec Robert, mais les discussions ne sont pas concluantes et les combats se poursuivent jusqu'à Noël, lorsque Henri retourne en Angleterre,.
La seconde campagne d'Henri en Normandie commence lors de son débarquement en juillet 1106,. Décidé à provoquer une bataille décisive, il assiège le château de Tinchebray, dans le Sud-Ouest du duché. Informés de la situation, Robert Courteheuse et Robert II de Bellême accourent depuis Falaise pour délivrer Tinchebray. Après une ultime tentative de négociations, la bataille de Tinchebray a lieu le 28 septembre,,. Les combats durent environ une heure : après une charge de la cavalerie ducale, les infanteries des deux camps se jettent dans la mêlée. Finalement, l'intervention des réserves d'Henri, conduites par Élie Ier du Maine et Alain IV de Bretagne, permet d'attaquer les flancs de l'armée adverse et de mettre en déroute les troupes de Robert II de Bellême, puis celles de Robert Courteheuse. Bellême parvient à échapper à la capture en s'enfuyant précipitamment, mais Courteheuse est fait prisonnier. La résistance au roi d'Angleterre s'effondre et les dernières garnisons se rendent à la demande du duc. Lorsqu'il atteint Rouen, Henri réaffirme les lois et les coutumes normandes, et reçoit l'hommage des principaux barons et bourgeois du duché. Les prisonniers capturés à Tinchebray sont pour la plupart rapidement libérés, mais Robert Courteheuse et son farouche allié Guillaume de Mortain demeurent en captivité. Guillaume Cliton, le jeune fils de Robert, est remis à la garde du baron normand Hélias de Saint-Saëns, pendant que Robert II de Bellême se réconcilie avec Henri. Comme Henri ne peut pas juridiquement démettre son frère du duché de Normandie, il évite initialement d'utiliser le titre de duc et rappelle que sa position de roi d'Angleterre lui permet d'agir comme gardien du duché afin d'y restaurer l'ordre,.

### Interventions continentales et galloises

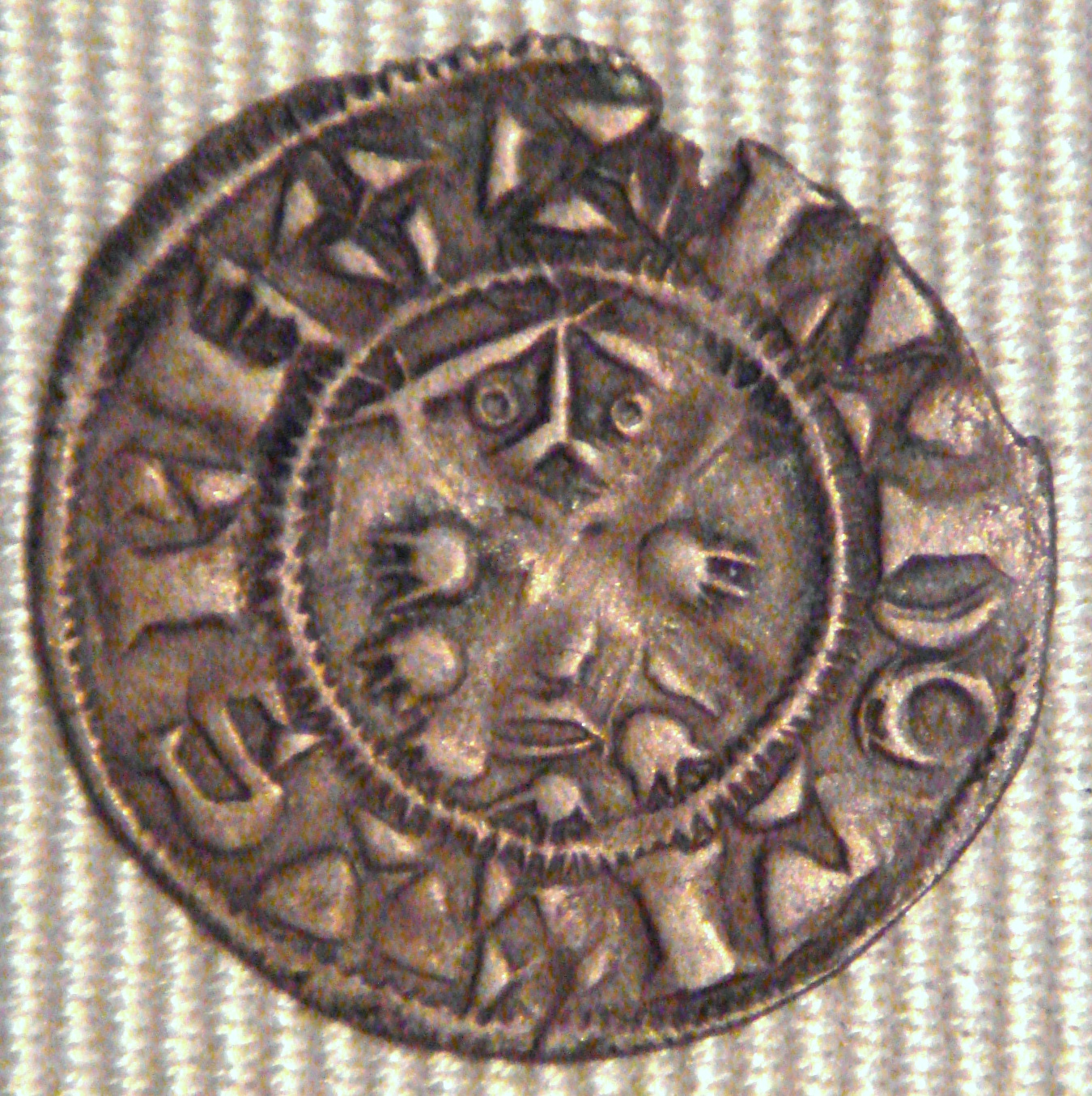
Représentation de Louis VI le Gros, le rival d', sur un denier.

À partir de 1108, le duché de Normandie est confronté à la menace accrue du royaume de France, et des comtés d'Anjou et de Flandre. En effet, Louis VI le Gros succède à son père Philippe Ier et commence à réaffirmer le pouvoir royal central. Louis demande ainsi à Henri de lui rendre hommage pour la Normandie et que deux châteaux contestés situés le long de la frontière avec le domaine royal soient placés sous le contrôle de seigneurs neutres,. Le refus d'Henri pousse Louis à mobiliser son armée, mais les deux rois négocient une trêve qui ne résout pas les points d'achoppement,,. Parallèlement, Foulques V devient comte d'Anjou en 1109 et s'empresse d'étendre son autorité, : tout en héritant du Maine, il refuse de reconnaître Henri comme son seigneur lige et se rapproche de Louis. Robert II de Flandre rejoint aussi l'alliance contre le roi d'Angleterre, peu avant sa mort en 1111. Face à cette menace, Henri fiance sa fille Mathilde avec le roi des Romains Henri V. Cette alliance matrimoniale permet à Henri V de rétablir sa situation financière et de financer son expédition à Rome en 1111 pour s'y faire couronner empereur avec la dot de Mathilde, fixée à 6 666 livres,,. Malgré la difficulté pour recueillir cette somme colossale — ce qui nécessite la mise en place d'une taxe spéciale —, Mathilde est couronnée reine des Romains à Mayence le 25 juillet 1110, puis épouse Henri V à Worms le 6 ou le 7 janvier 1114.
Afin de contrer la menace franco-angevine, Henri étend son réseau de partisans en Normandie et fait arrêter ou déposséder les barons qu'il ne juge pas fiables, notamment Robert II de Bellême qui, après un nouveau revers d'allégeance en faveur de Louis VI, est enfermé en 1112. Ces confiscations de terres lui permettent d'acheter d'autres soutiens, notamment dans le Maine,. Vers 1110, Henri tente de faire arrêter Guillaume Cliton, mais ce dernier s'enfuit en Flandre avec ses gardiens. C'est également à cette époque qu'il commence à être désigné comme le duc de Normandie. Un soulèvement en Anjou entre 1111 et 1113 donne à Henri l'occasion d'intervenir en soutien à son neveu Thibaut IV de Blois contre Louis VI,, qu'il essaie d'isoler diplomatiquement en fiançant son fils Guillaume avec Mathilde d'Anjou, la fille de Foulques V, et en mariant sa fille illégitime Mathilde avec Conan III de Bretagne. Face à l'abandon de l'Anjou et de la Bretagne, Louis VI décide de négocier avec Henri, qu'il rencontre en mars 1113 près de Gisors : il renonce à cette forteresse et reconnaît la suzeraineté d'Henri sur le Maine, la Bretagne et Bellême. Le roi d'Angleterre retraverse ensuite la Manche, car la situation au pays de Galles s'est détériorée en son absence : malgré une première campagne qui avait permis de coloniser Pembroke en 1108, plusieurs seigneurs normands doivent à présent faire face aux attaques galloises, tandis qu'Owain ap Cadwgan fait aveugler son otage Madog ap Rhiryd et que Gruffydd ap Cynan menace au Nord l'autorité de Richard d'Avranches. Henri riposte en pénétrant au centre du pays de Galles, pendant que son allié Gilbert de Clare avance par le Sud et que son beau-frère et gendre Alexandre Ier d'Écosse envahit par le Nord. Après avoir contraint Owain et Gruffydd à négocier la paix, Henri renforce durablement son autorité dans les Marches galloises.

### Rébellion en Normandie

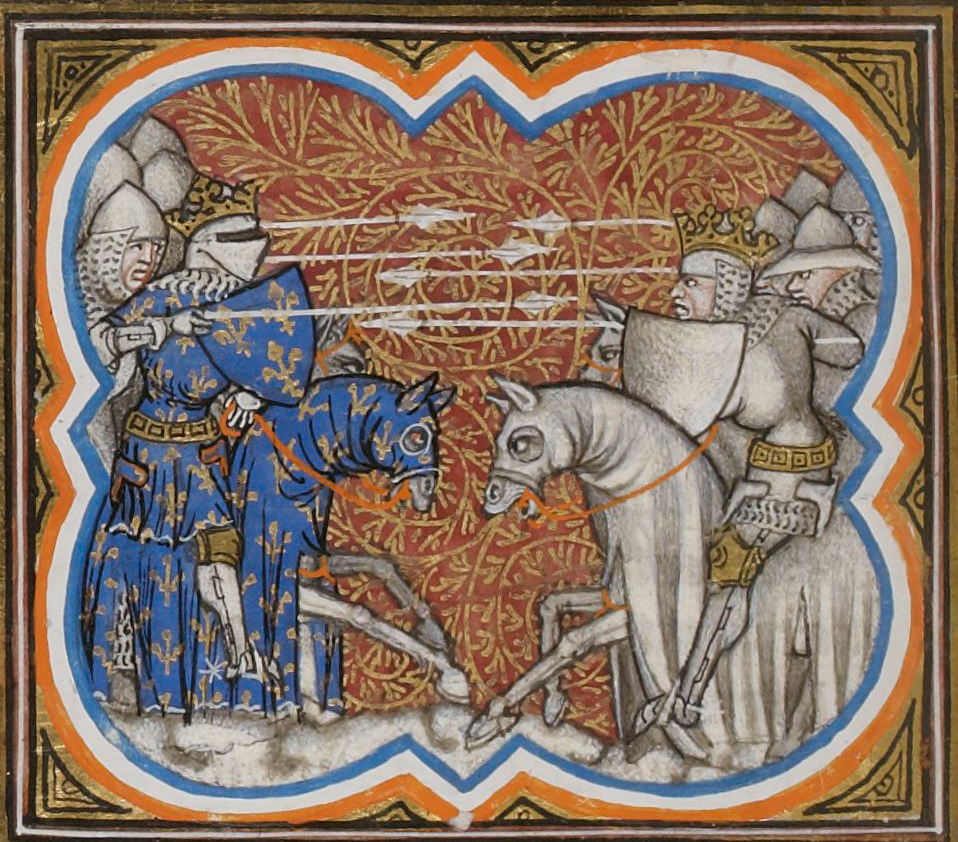
La bataille de Brémule oppose et Louis VI pour le contrôle de la Normandie à l'été 1119. Miniature tirée des Grandes Chroniques de France de Charles V.

Inquiet quant à sa succession, Henri cherche à convaincre Louis VI de reconnaître Guillaume Adelin comme le futur duc de Normandie, en échange de l'hommage de son fils. Courant 1115, il se rend en Normandie pour recueillir les serments de fidélité de ses barons et négocie un accord avec Louis, par lequel les droits de Guillaume Adelin sur la Normandie sont reconnus en échange du versement d'une somme d'argent. Toutefois, Louis VI revient vite sur sa décision et, à l'instigation de Baudouin VII de Flandre, préfère reconnaître les droits de Guillaume Cliton sur le duché. Le conflit éclate bientôt entre les deux rois,, qui mettent à sac leurs villes frontalières respectives. À compter de 1116,,, Henri doit contenir une offensive menée par les Francs, les Flamands et les Angevins dans la campagne normande,. Amaury III de Montfort et d'autres barons saisissent alors cette occasion pour se rebeller contre Henri, qui est même la cible d'une tentative d'assassinat par un membre de sa propre suite,. Mathilde d'Écosse meurt à Westminster le 1er mai 1118, mais la situation en Normandie est suffisamment alarmante pour que Henri soit empêché de se rendre à ses obsèques,.
Malgré les pressions accrues de ses ennemis, Henri riposte en réprimant le soulèvement de ses vassaux et en renforçant son alliance avec son neveu Thibaut IV de Blois. Par ailleurs, Baudouin VII de Flandre est mortellement blessé en septembre 1118 lors d'une escarmouche, ce qui permet de diminuer la pression de Louis VI sur la Normandie du Nord-Est. Néanmoins, la tentative de réduction de la rébellion dans la ville d'Alençon échoue à cause de l'intervention de Foulques V d'Anjou et de ses alliés. Après cet échec, la situation d'Henri s'aggrave pendant que les défections de ses vassaux normands se poursuivent,. En février 1119, son gendre Eustache de Breteuil et sa fille illégitime Julienne de Fontevraud menacent de rejoindre la rébellion : des otages sont donc échangés pour garantir la paix, mais les relations sont rompues lorsque les deux camps mutilent leurs otages. En représailles, Henri attaque et s'empare de Breteuil, en dépit d'une tentative d'assassinat perpétrée par Julienne à l'aide d'une arbalète, puis dépossède le couple de toutes ses possessions. La situation s'améliore en juin 1119 par le changement d'allégeance de Foulques V, après la conclusion du mariage de Guillaume Adelin et de Mathilde d'Anjou à Lisieux, et le versement d'une large somme aux Angevins. Foulques part peu après pour la Terre sainte et laisse la gestion du Maine à Henri, permettant ainsi à ce dernier de concentrer ses forces sur Louis VI et Guillaume Cliton,.
Pendant l'été, Henri avance dans le Vexin et rencontre l'armée de Louis VI lors de la bataille de Brémule le 20 août. En prévision des combats, Henri fait déployer ses éclaireurs et organise ses troupes en plusieurs lignes de chevaliers démontés. À l'inverse, les chevaliers de Louis VI restent sur leurs montures et chargent précipitamment vers les positions anglo-normandes. Cette manœuvre permet de briser la première ligne de défense d'Henri, mais fait s'empêtrer la cavalerie française dans la deuxième ligne, et s'effondrer l'armée de Louis. Au plus fort des combats, Henri est touché par un coup d'épée, mais son armure permet de minimiser sa blessure. Face à une défaite certaine, Louis VI et Guillaume Cliton s'enfuient, pendant que Henri retourne en triomphe à Rouen. Le conflit s'éternise après cette bataille et pousse le roi des Francs à demander l'intervention du pape Calixte II lors de son concile tenu à Reims en octobre 1119, : même s'il est défendu par Geoffroi le Breton, archevêque de Rouen,, Henri est critiqué par les autres évêques pour son acquisition et sa gestion de la Normandie. Le souverain pontife refuse cependant de favoriser l'un des deux monarques et leur recommande de faire la paix. Henri décide donc de traiter séparément avec ses adversaires : il négocie un accord avec Amaury III de Montfort, mais échoue à trouver un terrain d'entente avec Guillaume Cliton. Enfin, en juin 1120, Henri et Louis VI concluent un traité très avantageux pour Guillaume Adelin qui, en échange de son hommage au roi des Francs, est définitivement reconnu comme duc de Normandie.

### Crise de succession
La succession d'Henri est complètement bouleversée par le naufrage de la Blanche-Nef le  25 novembre 1120
. En début de soirée, Henri quitte le port de Barfleur pour l'Angleterre, tandis que Guillaume Adelin et ses compagnons doivent le suivre dans un vaisseau différent : la Blanche-Nef. Il semble que l'équipage et les passagers aient été ivres puisque, en sortant du port, le navire s'écrase contre un rocher,,. La Blanche-Nef coule, ce qui provoque la mort d'au moins 300 personnes. Seul un passager, un boucher de Rouen, parvient à survivre et à atteindre le rivage. En apprenant la nouvelle, la cour évite d'annoncer le naufrage et la mort de l'héritier au trône au roi. Henri s'effondre de douleur lorsqu'il est informé de la mort de son seul fils légitime,. La catastrophe remet sérieusement en doute la succession au trône,, les plus proches parents mâles du roi étant désormais ses neveux. Toutefois, Henri annonce peu après qu'il compte se remarier avec Adélaïde de Louvain, ce qui laisse espérer la naissance d'un nouvel héritier. Le mariage d'Henri et d'Adélaïde a lieu au château de Windsor le 24 janvier 1121,,. Il semble que Henri ait choisi sa nouvelle épouse en raison de sa beauté et de son prestigieux lignage, et qu'Adélaïde ait elle-même apprécié la compagnie de son époux, qu'elle suit lors de ses nombreux voyages à travers l'Angleterre, peut-être afin de maximiser les chances de concevoir un enfant,,.

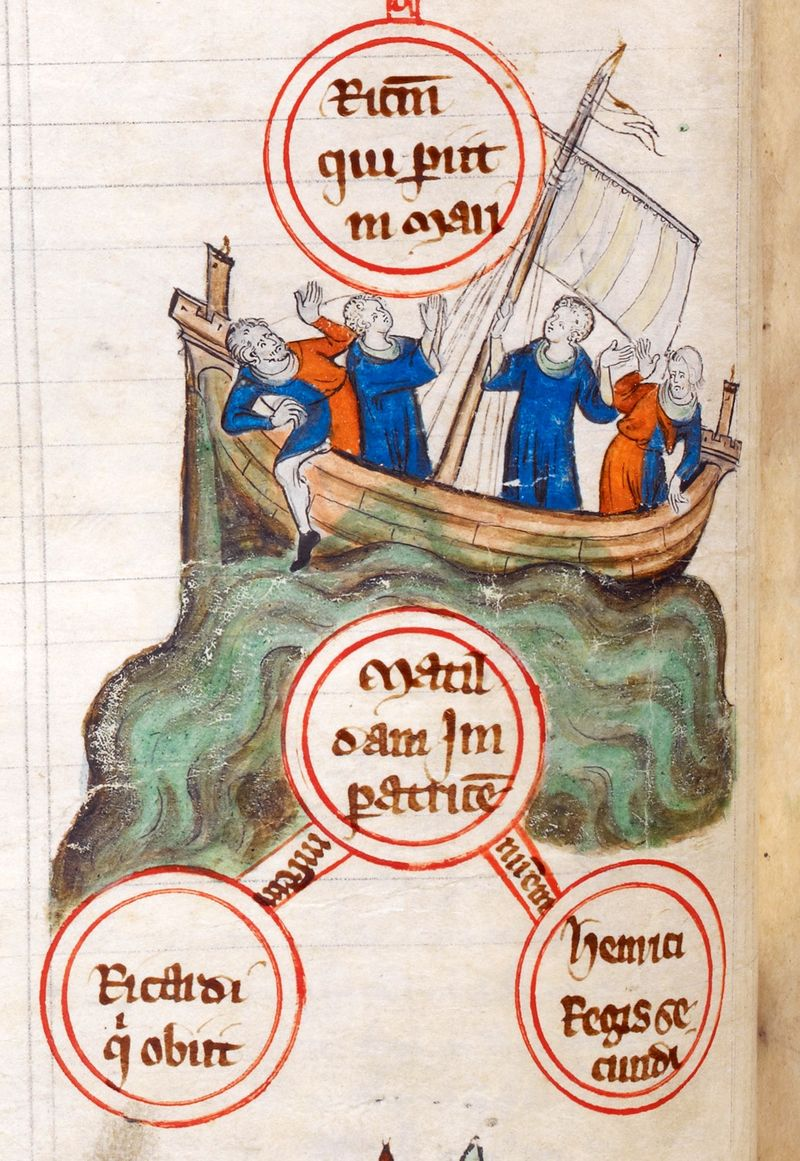
Le naufrage de la Blanche-Nef. Miniature du XIVe siècle.

Le désastre de la Blanche-Nef plonge le pays de Galles dans le chaos, puisque la mort de Richard d'Avranches encourage la rébellion de Maredudd ap Bleddyn. Henri doit intervenir personnellement à l'été 1121 et réaffirme le pouvoir royal dans le Nord de la région, malgré une blessure pendant les combats. L'alliance avec l'Anjou est également remise en question par la mort de Guillaume Adelin : à son retour de Terre sainte, Foulques V réclame la restitution de sa fille Mathilde, de sa dot et de ses fortifications dans le Maine. Si Mathilde d'Anjou retourne finalement en Angleterre, la dot est en revanche conservée par Henri, qui déclare que la somme lui appartenait avant d'entrer en la possession de Foulques et refuse de lui restituer les fortifications qu'il a occupées. En représailles, Foulques marie sa fille Sibylle à Guillaume Cliton et leur accorde le Maine. Cette décision sème l'agitation en Normandie, où Amaury III de Montfort renoue en 1123 son alliance avec Foulques et mène une rébellion, dans laquelle il est rejoint par d'autres barons, dont Galéran IV de Meulan,,,.
Henri doit envoyer son fils illégitime Robert de Gloucester et Ranulph le Meschin en Normandie pour y rétablir l'ordre, puis les rejoint à la fin de l'année. Les combats, interrompus pendant l'hiver,, reprennent au printemps 1124. Lors de la bataille de Bourgthéroulde livrée le 26 mars 1124, Odon Borleng conduit l'armée royale et prend en embuscade les rebelles pendant leur retraite à travers la forêt de Brotonne. Galéran IV de Meulan charge les forces royales, mais ses chevaliers sont abattus par les archers d'Odon et les rebelles se retrouvent rapidement submergés. Galéran est capturé, mais Amaury III de Montfort réussit à s'échapper. La rébellion est ensuite étouffée dans l'œuf, ses chefs aveuglés — une sanction considérée alors comme moins sévère qu'une exécution — et les derniers châteaux des insurgés repris,. Henri demande par la suite au pape Calixte II de rompre le mariage de Guillaume Cliton et de Sibylle d'Anjou, et lui verse plusieurs sommes d'argent pour emporter sa décision : l'annulation est finalement prononcée pour consanguinité le 26 août 1124,,.

### Préparation de la succession
Henri et Adélaïde de Louvain ne conçoivent aucun enfant, ce qui suscite de vives spéculations à la cour pour expliquer cette situation et met en péril l'avenir de la dynastie,. Il est possible que Henri ait peu à peu commencé à envisager l'un de ses neveux pour lui succéder sur le trône. Peut-être dans cette optique, il arrange en 1125 le mariage de son neveu Étienne de Blois avec la prestigieuse héritière Mathilde de Boulogne. Étienne n'est cependant pas le seul candidat à la succession d'Henri : ainsi, son frère aîné Thibaut IV de Blois se considère lui-même en faveur auprès de leur oncle, et même la candidature de Guillaume Cliton est soutenue par Louis VI, bien qu'il ne soit pas considéré comme un candidat souhaitable par Henri. Il n'est pas non plus exclu que Henri ait pensé à désigner son fils illégitime Robert de Gloucester comme son héritier, mais la tradition anglaise est en revanche hostile à ce choix avant tout influencé par la coutume normande. Toutefois, la mort de l'empereur Henri V le 23 mai 1125 bouleverse complètement la succession anglo-normande, puisque Henri Ier rappelle dès l'année suivante sa fille Mathilde en Angleterre et proclame que, s'il meurt sans héritier mâle, elle lui succédera sur le trône. À la Noël 1126, les barons sont conviés à Westminster, où ils prêtent serment de fidélité à Mathilde et à ses futurs descendants,,. Avancer la candidature d'une femme à la succession d'un trône est inédit au début du XIIe siècle : une partie de la cour s'oppose à cette décision en faveur de Mathilde, et Louis VI conteste fermement sa position d'héritière au trône,.
La mort sans héritier de Charles Ier de Flandre en 1127 permet à Louis VI d'avancer la candidature de Guillaume Cliton pour lui succéder. Cette décision menace directement Henri, qui décide de soutenir les rivaux flamands de Guillaume, et d'attaquer les possessions de Louis afin de le contraindre à abandonner son alliance avec son neveu. La mort de Guillaume Cliton le 28 juillet 1128 écarte le dernier adversaire d'Henri, qui conclut une trêve avec Louis VI et ordonne la libération des prisonniers de la rébellion de 1123, notamment Galéran IV de Meulan,. Entretemps, les relations anglo-angevines deviennent plus cordiales, surtout après le mariage de Mathilde l'Emperesse avec Geoffroy d'Anjou, le fils aîné de Foulques V, le 17 juin 1128. On ignore si Henri avait l'intention de laisser un rôle politique à son gendre en Angleterre ou en Normandie après sa mort, mais il semble avoir délibérément laissé incertain le statut de Geoffroy. De même, bien que Mathilde reçoive plusieurs forteresses normandes dans sa dot, il n'est pas précisé quand le couple en prendra possession,. En 1129, Foulques repart pour la Terre sainte et abandonne l'Anjou et le Maine à Geoffroy. Le mariage de Mathilde et de Geoffroy ne semble pas au départ fructueux : le couple ne s'entend pas et le statut de la dot de Mathilde demeure un point d'achoppement. Mathilde retourne rapidement en Normandie, — une décision que Henri impute à Geoffroy — et ne se réconcilie avec son époux qu'en 1131,. Au grand soulagement d'Henri, Mathilde donne naissance à deux fils, Henri et Geoffroy, en 1133 et 1134,.

## Mort et succession

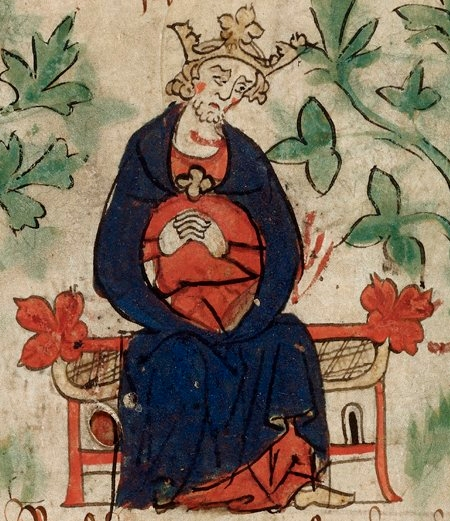
pleurant la mort de son fils Guillaume Adelin. Miniature du XIVe siècle.

Les relations entre Henri d'une part et Mathilde et Geoffroy de l'autre deviennent de plus en plus tendues pendant les derniers mois de son règne. Le couple pense, avec raison, qu'il lui manque l'appui de barons anglo-normands. Au début de 1135, Mathilde demande à son père de lui remettre les châteaux royaux situés en Normandie et de requérir de la noblesse normande qu'elle lui prête un serment d'allégeance, afin de conforter la position du couple après sa mort. Henri rejette furieusement sa requête, probablement parce qu'il craint que Geoffroy essaie d'implanter durablement son autorité en Normandie,,. Une nouvelle rébellion éclate dans le Sud du duché sous la conduite de Guillaume Ier de Ponthieu, auquel Geoffroy et Mathilde apportent leur soutien,. Henri se rend précipitamment en Normandie pendant l'automne afin d'y rétablir son autorité. En novembre, il marque une étape à Lyons-la-Forêt pour y chasser et tombe subitement malade — d'après le chroniqueur Henri de Huntingdon, après avoir consommé « une surabondance » de lamproies, contre l'avis de ses médecins.
L'état d'Henri s'aggrave sensiblement pendant une semaine. Conscient de son trépas imminent, il se confesse et convoque plusieurs membres de la cour, dont Hugues III d'Amiens, archevêque de Rouen, et Robert de Gloucester, qui supervisent le paiement de ses dettes et font révoquer les sanctions prises contre les rebelles,. Henri Ier meurt le 1er décembre 1135, à l'âge d'environ 67 ans, et son corps est escorté à Rouen par la cour. Après avoir été embaumée, sa dépouille est emmenée en Angleterre, où elle est déposée dans l'abbaye de Reading, tandis que ses entrailles sont placées dans l'abbaye Notre-Dame-du-Pré de Valmont. Sa sépulture à Reading est marquée par une croix locale et une plaque, mais l'abbaye a été démolie lors de la dissolution des monastères au XVIe siècle. L'emplacement exact de la tombe d'Henri est incertain, mais il est probable qu'elle se trouve à présent dans le centre de la ville, sur le site de l'ancien chœur de l'abbaye. Un plan de localisation de ses restes a été annoncé en mars 2015, avec le soutien d'English Heritage et de Philippa Langley, qui avaient déjà participé à la découverte du corps de Richard III en 2012.
Malgré les dispositions prises par Henri en 1126, la succession de Mathilde sur les trônes d'Angleterre et de Normandie est immédiatement contestée. Tout d'abord, lors de l'annonce de la mort du roi d'Angleterre, Mathilde et Geoffroy sont en Anjou d'où ils soutiennent la rébellion contre l'armée royale, qui inclut beaucoup de leurs partisans potentiels, à l'instar de Robert de Gloucester. Par ailleurs, les barons qui avaient accompagné Henri pendant sa campagne ont fait serment de demeurer en Normandie jusqu'à l'inhumation du défunt roi, ce qui les empêche de retourner immédiatement en Angleterre. Ainsi, une partie de la noblesse normande discute de l'éventualité d'offrir la couronne à Thibaut IV de Blois, mais son frère Étienne traverse en précipitation la Manche depuis Boulogne avec quelques troupes, et se fait couronner roi d'Angleterre dès le 22 décembre. Ses prétentions sont notamment soutenues par son frère cadet Henri de Blois, évêque de Winchester, et Hugues Bigot, qui déclare que Henri Ier aurait délivré sur son lit de mort les barons anglo-normands de leur serment de fidélité à Mathilde et aurait appuyé la candidature d'Étienne. En dépit de cette tournure des évènements, Mathilde l'Emperesse ne renonce pas à son héritage paternel et décide de faire appel de cette décision auprès du pape Innocent II, puis d'envahir l'Angleterre : la guerre civile entre Mathilde et Étienne, connue sous le nom d'Anarchie, va durer jusqu'en 1153.

## Bilan du règne

### Gouvernement et législation
Henri hérite après la mort de Guillaume le Roux du royaume d'Angleterre, ce qui lui confère un droit de suzeraineté sur le pays de Galles et l'Écosse, et après la défaite de Robert Courteheuse du duché de Normandie, une entité régionale complexe dont les frontières sont souvent sensibles aux troubles. La frontière anglo-écossaise n'est pas véritablement fixée sous le règne d'Henri Ier, puisque l'influence anglo-normande s'étend au Nord au-delà de la Cumbria. Pourtant, les relations entre Henri Ier et Alexandre Ier, puis son successeur David Ier, sont globalement cordiales, en partie grâce au premier mariage d'Henri avec la sœur d'Alexandre et de David, et au mariage de sa fille illégitime Sibylle avec Alexandre,. Au pays de Galles, Henri use de son autorité pour se faire respecter par les seigneurs gallois, tandis que les seigneurs normands des Marches étendent leur influence jusqu'aux vallées du Sud du pays de Galles,. Quant à la Normandie, elle est contrôlée par plusieurs hauts seigneurs ou des membres du clergé, qui renforcent leur assise territoriale par la construction croissante de forteresses le long des frontières. Les alliances et les relations avec les comtés frontaliers sont particulièrement importantes pour Henri afin de maintenir la stabilité dans son duché, ce qui explique notamment pourquoi ses deux enfants légitimes épousent des enfants de Foulques V d'Anjou en 1119 et en 1128.
Henri est responsable d'une expansion substantielle du système juridique royal,,,. En Angleterre, il s'inspire du système anglo-saxon en ce qui concerne la justice royale, le gouvernement local et les taxes, mais le renforce avec des institutions additionnelles centralisées. Après 1110, l'archevêque Roger de Salisbury développe l'Échiquier royal et l'utilise pour collecter et vérifier les revenus des shérifs royaux. Par ailleurs, des juges itinérants se déplacent à travers le royaume où ils tiennent des cours de circuit, et les lois sont plus régulièrement enregistrées,,. L'expansion de la justice royale permet à Henri d'accroître ses revenus, essentiellement grâce aux amendes. En outre, le tout premier Pipe Roll voit le jour en 1130 et permet d'enregistrer les dépenses royales. Henri décide aussi de réformer la monnaie en 1107, en 1108 et en 1125, et inflige de sévères punitions corporelles aux monnayeurs reconnus coupables de l'avoir avilie,,. En Normandie, Henri restaure la loi et l'ordre en établissant un corps de juges et un système d'Échiquier similaires à ceux existant en Angleterre. Les institutions normandes prennent de l'envergure sous son règne, bien que moins rapidement qu'en Angleterre. Les nombreux membres de l'administration royale sont surnommés les « nouveaux hommes » par les historiens, en raison de leur capacité à gravir ses échelons malgré leurs origines modestes,,.

### Baronnage et cour
Afin d'accroître son pouvoir et de réduire l'influence des barons, Henri cherche à les assagir en s'en faisant avant tout des amis. Les amicitia sont effectivement très prisées au XIIe siècle : Henri en entretient un très grand nombre, ce qui lui permet de jouer le rôle de médiateur entre ses amis, issus de différentes factions établies dans ses possessions, et de récompenser ceux qui savent lui rester loyaux,. Pour autant, Henri a aussi la réputation de punir sévèrement les vassaux qui s'opposent à lui et développe un solide réseau d'informateurs et d'espions qui lui rapportent les projets de ses adversaires,. S'il est un seigneur sévère et ferme, il n'excède en revanche pas les normes de l'époque,. Au fil du temps, il accroît son contrôle sur ses barons, en éliminant ses ennemis et en soutenant ses amis afin que ce que l'historien Warren Hollister appelle le « baronnage reconstruit » lui soit avant tout loyal et dépendant.
Henri distingue précisément sa cour itinérante en différentes catégories, : au cœur se trouve sa maison domestique, appelée la domus ; un groupe plus large est désigné comme la familia regis ; et les rassemblements plus formels sont connus sous le nom de curia regis. La domus est divisée en différentes parties : la chapelle, dirigée par le chancelier, s'occupe des documents royaux, la chambre se charge des affaires financières et le maître-maréchal est responsable des voyages et du logement,. La familia regis inclut les troupes montées d'Henri, qui s'élèvent jusqu'à 1 000 hommes, proviennent d'un plus large éventail de rangs, et peuvent être déployées à sa guise. Initialement, Henri poursuit la pratique entretenue par son père de porter régulièrement la couronne lors des cérémonies à la curia regis, mais elle finit par devenir peu à peu moins fréquente. La cour d'Henri est grande et ostentatoire : elle finance la construction de bâtiments et châteaux plus vastes, et fournit au souverain de multiples cadeaux, notamment une ménagerie privée d'animaux exotiques au Palais de Woodstock. Même s'il vit au sein d'une communauté relativement vivante, la cour d'Henri est plus étroitement contrôlée que sous les règnes précédents. Ainsi, des règles strictes régissent les comportements personnels et interdisent aux membres de la cour de piller les villages qu'elle traverse, comme c'était le cas sous le règne de Guillaume le Roux.

### Relations avec Anselme

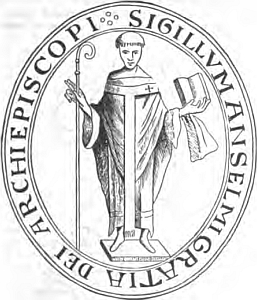
Le sceau de l'archevêque Anselme de Cantorbéry.

La capacité d'Henri à gouverner est intimement liée à l'Église, qui constitue au début du XIIe siècle un pilier de l'administration en Angleterre et en Normandie, et sa relation avec celle-ci change considérablement au cours de son règne. Guillaume le Conquérant avait réformé l'Église d'Angleterre avec le soutien du tout premier archevêque normand de Cantorbéry, Lanfranc, qui était devenu l'un de ses plus proches conseillers,,. Sous le règne de Guillaume le Roux, cet arrangement s'était effondré, à la suite d'une querelle entre le roi et l'archevêque Anselme de Cantorbéry, qui avait été contraint à l'exil. Partisan de la réforme de l'Église, Henri est impliqué dès son avènement dans la Querelle des Investitures, dans laquelle Anselme joue un rôle crucial. Cette controverse cherche à déterminer qui doit investir un nouvel évêque de sa crosse et de son anneau : traditionnellement, cette cérémonie était accomplie par le roi dans une démonstration symbolique du pouvoir royal, mais le pape Urbain II avait condamné cette pratique en 1099 au motif que seule la papauté pouvait accomplir cette tâche et avait proclamé que le clergé ne devait pas rendre hommage aux seigneurs temporels où se trouvaient ses terres.
Anselme de Cantorbéry rentre d'exil après l'avènement d'Henri en 1100, mais l'informe qu'il se conformera aux souhaits d'Urbain II. Henri se trouve dès lors dans une position difficile : d'une part, le symbolisme et l'hommage sont importants pour asseoir son autorité royale, mais d'autre part, il a besoin du soutien d'Anselme dans sa lutte contre son frère Robert Courteheuse,. Anselme s'en tient fermement à la décision papale, malgré les tentatives d'Henri de le persuader de renoncer à cette demande en échange d'une vague assurance d'un futur compromis,. Les relations entre le monarque et le prélat s'enveniment peu à peu, au point qu'Anselme repart en exil et que Henri confisque les revenus de son archevêché. Ce n'est qu'après la menace d'une excommunication par Anselme que les deux hommes négocient une solution à L'Aigle le 22 juillet 1105,,,. Une distinction est faite entre les pouvoirs séculiers et ecclésiastiques des prélats, en vertu desquels Henri abandonne son droit d'investir les membres du clergé, mais conserve la coutume de requérir d'eux qu'ils lui rendent hommage pour leurs temporalités — les propriétés foncières que le clergé détient. En dépit de ce désaccord, Henri et Anselme collaborent étroitement, en particulier pendant l'invasion de Robert Courteheuse en 1101, et tiennent ensemble d'importants conciles réformateurs en 1102 et en 1108.

### Relations avec l'Église
Une longue dispute éclate entre les archevêchés de Cantorbéry et d'York lorsque Raoul d'Escures succède à Anselme en 1114. L'archevêché de Cantorbéry a longtemps affirmé que celui d'York devait formellement promettre de lui obéir, mais l'archevêché d'York fait valoir que les deux archiépiscopats sont indépendants au sein de l'Église d'Angleterre et qu'une telle promesse n'est pas nécessaire. Henri soutient la primauté de l'archevêché de Cantorbéry, afin de s'assurer que l'Angleterre restera sous une seule administration ecclésiastique, mais le pape Pascal II préfère les arguments de l'archevêché d'York. L'affaire est complexifiée par l'amitié personnelle d'Henri avec l'archevêque d'York Thurstan et le désir royal que le verdict ne soit pas prononcé par le souverain pontife, ce qui menacerait ses prérogatives. Mais comme il a besoin du soutien pontifical dans sa lutte contre Louis VI, Henri autorise Thurstan à assister au concile de Reims en 1119, au cours duquel celui-ci est consacré par le pape sans la moindre mention d'un quelconque devoir envers l'archevêque de Cantorbéry. Convaincu que Thurstan a agi à l'encontre des assurances qu'il lui avait faites, Henri l'exile d'Angleterre et ne l'autorise à rentrer qu'en 1121,, après que leurs amis communs ainsi qu'Adèle, l'une des sœurs d'Henri, aient négocié une réconciliation entre eux et que le pape Calixte II ait menacé de jeter l'interdit sur l'Angleterre.

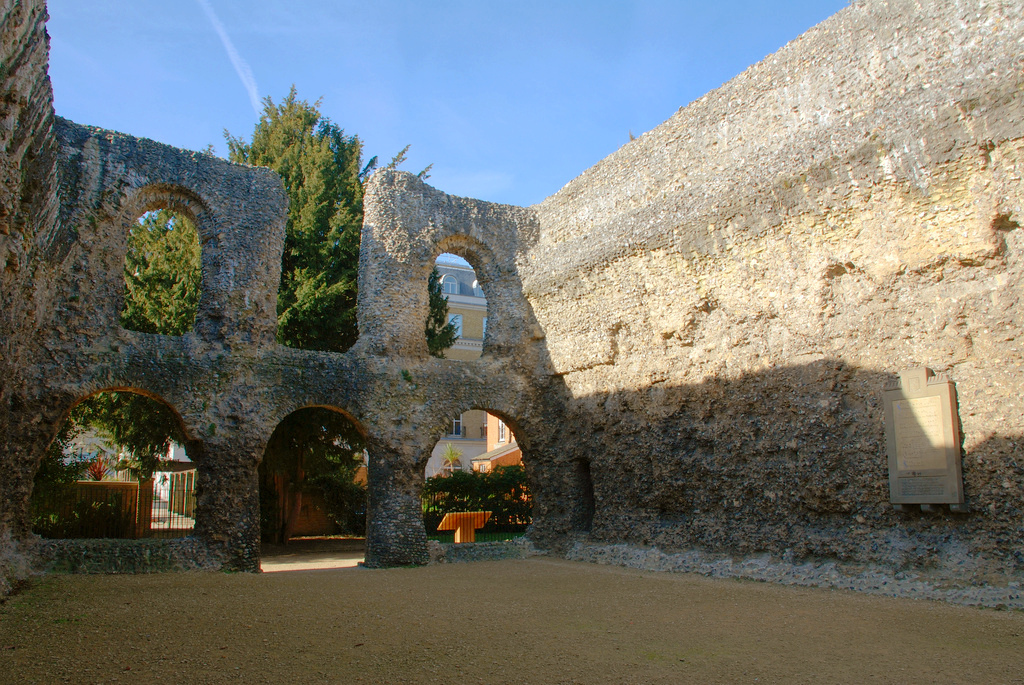
Les ruines du chapitre de l'abbaye de Reading, en 2008.

Même après la Querelle des Investitures, Henri continue à jouer un rôle majeur dans la sélection du clergé séculier anglo-normand. Il nomme plusieurs membres de son administration à des évêchés et, comme le suggère l'historien Martin Brett, « certains de ses officiers pouvaient espérer une mitre avec une confiance presque absolue ». Henri fait par ailleurs de plus en plus appel à un plus grand nombre de ces évêques en tant que conseillers — en particulier Roger de Salisbury —, rompant ainsi avec la tradition antérieure qui consistait à s'en remettre principalement à l'archevêque de Cantorbéry. Il en résulte un corps d'administrateurs cohésif à travers lequel Henri peut exercer une influence prudente, en tenant des conseils pour discuter des questions politiques essentielles,. Cette cohésion se modifie quelque peu après 1125, lorsque Henri commence à promouvoir un plus grand nombre de candidats aux postes supérieurs de l'Église, souvent avec des opinions plus réformistes : l'impact de cette génération sera perceptible après la mort d'Henri, notamment sous le règne d'Étienne.
Henri fait de nombreux dons à l'Église et patronne plusieurs communautés religieuses, mais les chroniques du XIIe siècle ne le considèrent pas comme un roi exceptionnellement pieux par rapport à ses contemporains. Même s'il s'est toujours intéressé à la religion, ses convictions personnelles et sa piété peuvent s'être développées au cours des dernières années de sa vie,. Si tel est le cas, la mort prématurée de son fils Guillaume en 1120 et les tensions orageuses du second mariage de sa fille Mathilde en 1129 ont pu être des évènements décisifs dans ce changement,,,,. En tant que partisan de la réforme religieuse, Henri fait de nombreux dons aux groupes réformistes au sein de l'Église : il est ainsi un fervent partisan de l'ordre de Cluny, probablement pour des raisons intellectuelles, et fait des dons aux abbayes de Cluny et de Reading, où il se fera inhumer. Il dote la seconde en terres riches et en privilèges étendus après le commencement de sa construction en 1121. Henri s'efforce également de promouvoir la conversion des communautés de clercs en chanoines augustins, la fondation de léproseries, l'expansion des couvents et le développement des ordres de Savigny et de Tiron. Enfin, il collectionne des reliques et envoie une ambassade à Constantinople en 1118 pour recueillir des objets byzantins, dont certains sont offerts à l'abbaye de Reading,.

## Historiographie
Les trois principaux chroniqueurs apportant des informations sur les évènements de la vie d'Henri Ier sont Guillaume de Malmesbury, Orderic Vital et Henri de Huntingdon,. Chez le premier, le portrait d'Henri se rapproche du stéréotype du prince au XIIe siècle : cultivé et raisonné, il fonde plusieurs monastères, est sévère contre ses ennemis et généreux à l'égard de ses amis. De son côté, Orderic Vital, qui réside dans l'abbaye de Saint-Évroult, située dans une zone turbulente du duché de Normandie que Henri réduit à néant en éliminant Robert II de Bellême, lui est assez favorable dans son Historia ecclesiastica : « [Henri] gouverna, dans la prospérité comme dans l'infortune, le royaume que Dieu lui avait confié, avec autant de prudence que de succès. Parmi les princes les plus remarquables de la chrétienté, il brilla d'un grand éclat par le maintien de la paix et de la justice. De son temps, l'Église de Dieu fut joyeusement comblée de richesses et d'honneur et tous les ordres s'accrurent considérablement. » Il souligne cependant sa cruauté en rappelant les évènements de 1124 : lorsqu'il condamne les rebelles Geoffroy de Tourville, Odoard du Pin et Luc de la Barre à l'aveuglement, ce dernier « aima mieux se fendre la tête contre les murs que d'être la victime de la cruauté du roi. » Quant à Henri de Huntingdon, il lui attribue comme vertus la sagesse, les succès militaires et la richesse, mais aussi la cruauté, la débauche et l'avidité comme vices.
Parmi les autres chroniqueurs contemporains, on peut citer Eadmer, Hugues le Chanteur, l'abbé Suger et les auteurs gallois du Brut y Tywysogion. Tous les documents royaux du règne d'Henri Ier n'ont pas été conservés, mais il existe un certain nombre de chartes, d'assignations, de lettres et d'actes royaux, ainsi que des documents financiers anciens. On a découvert depuis que certains de ces documents étaient des faux et que d'autres avaient été modifiés ou altérés par la suite. Les chroniqueurs de la fin du Moyen Âge se sont emparés des récits des chroniqueurs du XIIe siècle concernant l'éducation d'Henri Ier et lui ont donné le surnom d'Henri « Beauclerc », un thème qui se retrouve dans les analyses des historiens victoriens et édouardiens tels que Francis Palgrave et Henry Davis. L'historien Charles David a rejeté cet argument en 1929, en montrant que les affirmations les plus extrêmes concernant l'éducation d'Henri étaient sans fondement,. Les études modernes consacrées à Henri ont commencé avec les travaux de Richard W. Southern au début des années 1960, suivis de recherches approfondies pendant le reste du XXe siècle sur un grand nombre de thèmes de son règne en Angleterre et d'un nombre beaucoup plus limité d'études sur son règne en Normandie. Seules deux biographies modernes d'Henri ont été publiées : celle, posthume, de C. Warren Hollister en 2001 et celle de Judith Green en 2006.

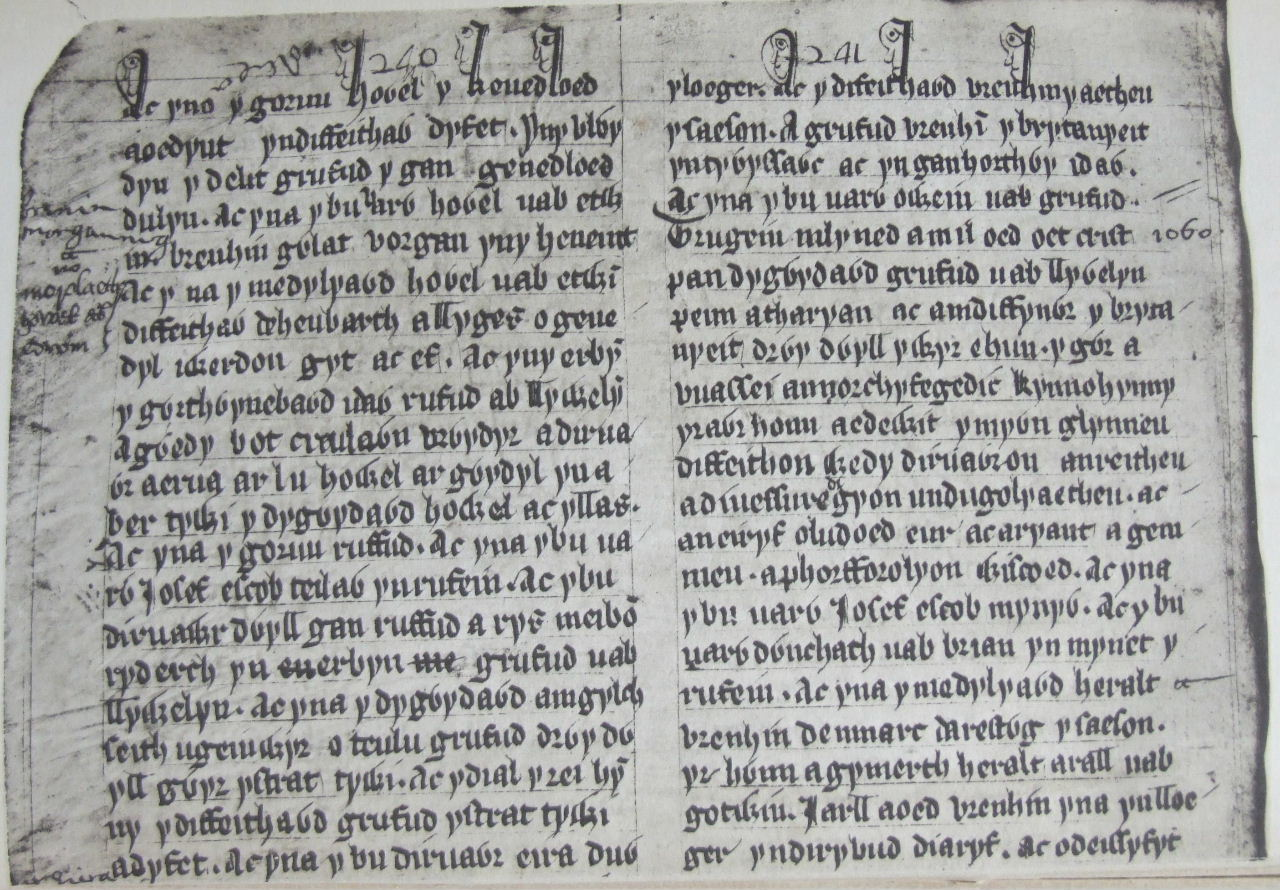
Le Brut y Tywysogion, une des sources du règne d'.

L'interprétation de la personnalité d'Henri Ier par les historiens a évolué. Des historiens plus anciens, tels qu'Austin Poole et Southern, considèrent Henri comme un souverain cruel et draconien,,. Des spécialistes plus récents, à l'instar d'Hollister et de Green, voient sa mise en œuvre de la justice avec beaucoup plus de sympathie, en particulier lorsqu'elle est confrontée aux normes de l'époque, même si Green note que Henri était « à bien des égards très désagréable » et tempère certaines thèses favorables au gouvernement d'Henri comme son rôle dans le progrès de l'administration et ses rapports avec l'aristocratie. Alan Cooper observe que de nombreux chroniqueurs contemporains avaient probablement trop peur de lui pour formuler beaucoup de critiques à son égard,,,. Les historiens se sont également demandé si les réformes administratives d'Henri ont véritablement constitué une introduction à ce que Hollister et John Baldwin ont appelé une « royauté administrative » systématique, ou si sa conception restait fondamentalement traditionnelle.

## Descendance

### Descendance légitime
De son premier mariage avec Mathilde d'Écosse, Henri Ier a au moins deux enfants, :
- Mathilde, dite « l'Emperesse » (7 février 1102 - 10 septembre 1167), épouse Henri V du Saint-Empire, puis Geoffroy V d'Anjou ;
- Guillaume, dit « Adelin » (5 août 1103 - 25 novembre 1120), épouse Mathilde d'Anjou ;
- peut-être Richard[N 13].

Son second mariage avec Adélaïde de Louvain ne produit aucune descendance.

### Descendance illégitime
De diverses relations avec des femmes inconnues, Henri Ier a au moins sept enfants,, :
- Robert FitzRoy (vers 1090 - 31 octobre 1147), 1er comte de Gloucester, épouse Mabel FitzRobert[376] ;
- Guillaume de Tracy (années 1090 - après 1135)[377] ;
- Mabel (vers 1094 - ?), épouse Guillaume III Gouët[378] ;
- Mathilde FitzRoy (avant 1113 - après 1118), épouse Conan III de Bretagne[379] ;
- Alice FitzRoy (? - avant 1141), épouse Mathieu Ier de Montmorency[380] ;
- Constance FitzRoy (? - après 1145), épouse Roscelin de Beaumont-au-Maine[381] ;
- Maud FitzRoy, abbesse de Montivilliers[380] ;
- peut-être Emma de Laval (? - après 1152), épouse Guy III de Laval[382] ;
- peut-être Élisabeth FitzRoy (avant 1120 - ?), épouse Fergus de Galloway[382] ;
- peut-être Sibylle de Falaise[N 32], épouse Baudouin de Boullers[382] ;
- peut-être une fille prénommée Adélaïde[382].

D'une relation avec Sibylle Corbet, il a au moins trois enfants :
- Sibylle de Normandie[N 33] (vers 1092 - 12 ou 13 juillet 1122), épouse Alexandre Ier d'Écosse[380] ;
- Réginald de Dunstanville (vers 1110 - 1er juillet 1175, 1er comte de Cornouailles, épouse Mabel fitzRichard[383] ;
- Guillaume[384] ;
- peut-être Rohese[N 34], épouse Henri de la Pomeray[380] ;
- peut-être Gundred[380].

D'une relation avec Edith Forne, il a un enfant :
- Robert FitzEdith (vers 1093 - 1172), seigneur d'Okehampton, époux de Maud d'Avranches[377],[385].

D'une relation avec une femme prénommée Ansfride, il a au moins un enfant :
- Richard de Lincoln (avant 1101 - 25 novembre 1120)[386] ;
- peut-être Julienne de Fontevraud (avant 1103 - après 1123), épouse d'Eustache de Breteuil[387],[385] ;
- peut-être Foulques FitzRoy, moine à l'abbaye d'Abingdon[377],[385].

D'une relation avec une femme prénommée Édith, il a un enfant :
- Mathilde FitzRoy (avant 1103 - 25 novembre 1120), épouse Rotrou III du Perche[379].

D'une relation avec Nest ferch Rhys, il a un enfant :
- Henri FitzRoy (vers 1103 - juillet 1157)[377],[385].

D'une relation avec Isabelle de Beaumont, il a un enfant :
- Isabelle (vers 1120 - ?)[380].

D'une sœur ou une fille de Gauthier de Gand, il a un enfant :
- Gilbert FitzRoy (? - après 1142)[377].